# Light at the End of the World
Light at the End of The World  – trzynasty album brytyjskiej grupy Erasure wydany w  roku 2007. Utwory zostały napisane w domowym studiu V.Clarke'a ą w Nowym Jorku. Vince Clarke oraz Andy Bell są autorami wszystkich utworów.

## Utwory
| #   | Tytuł                         | Długość |
| --- | ----------------------------- | ------- |
| 01. | Sunday Girl                   | 4:32    |
| 02. | I Could Fall In Love With You | 4:13    |
| 03. | Sucker For Love               | 3:56    |
| 04. | Storm In A Teacup             | 4:01    |
| 05. | Fly Away                      | 3:15    |
| 06. | Golden Heart                  | 3:10    |
| 07. | How My Eyes Adore You         | 3:17    |
| 08. | Darlene                       | 3:35    |
| 09. | When A Lover Leaves You       | 3:48    |
| 10. | Glass Angel                   | 4:58    |
| 11. | Be My Baby                    | 3:30    |
| 12. | I Don't Know Why              | 4:02    |

Utwory Be My Baby oraz I Don't Know Why zostały udostępnione jedynie na limitowanej edycji albumu.